# Ytong
YTONG је brendirani naziv za porobeton.

## Pronalazak
Velika ekonomska kriza 30-tih godina prošlog veka motivisala je naučnike u Evropi na pronalaženje materijala koji bi zadovoljio sve veće potrebe u građevinarstvu, te u isto vreme smanjio zavisnost država od uvoza. Posebno su bili uspešni naučnici iz Švedske, koji su zbog ograničenih domaćih izvora i skupe energije za proizvodnju, tražili materijal koji bi s manje energije lako proizvodili iz domaćih sirovina. 
Istovremeno su tražili građevinski materijal koji bi sadržao sve pozitivne osobine drveta, koje se tada smatralo tradicionalnim građevinskim materijalom u skandinavskim zemljama. Novi materijal morao je biti ekološki neškodljiv, prijatan za okolinu, sa dobrom toplotnom i zvučnom izolacijom, te otporan na zemljotres i u isto vreme trajan, čvrst i nesagoriv. 
1923. godine švedski arhitekta Aksel Eriksson izumeo je upravo takav materijal, te ga zbog ćelijaste strukture nazvao ćelijasti porasti beton – porobeton. 
Brojne sitne ćelije ispunjene vazduhom i gusta šupljikava struktura materijala daju porobetonu specifičan izgled i jedinstvene karakteristike.

### Naziv YTONG
Prva industrijska linija za proizvodnju porobetona započela je 1928. godine u švedskom gradu Yxhult. Kombinacijom naziva grada i švedskog naziva za beton (betong) nastala je najstarija robna marka među građevinskim materijalima na svetu – YTONG. Kuće izgrađene tadašnjim YTONG-om postoje i danas.

## Sirovinski sastav
YTONG je proizveden od sirovina koje nas okružuju u prirodi i koje su praktično neiscrpne – kvarcnog peska, kreča, cementa, gipsa i vode. 
Za gradnju svojih domova, ljudi najradije koriste materijale iz prirodnih mineralnih sirovina koji u procesu proizvodnje zadržavaju svoje vrednosti. 
YTONG kao građevinski materijal na našu okolinu ima blagotvoran i neškodljiv uticaj, a objekti građeni YTONG-om osiguravaju zdravo stanovanje i to naravno, za neograničen broj godina.

## Proces proizvodnje
YTONG je dostigao visok nivo kvaliteta proizvodnje koja je zdrava i štiti prirodnu okolinu.
Osnovne sirovine, kvarcni pesak, kreč, cement, gips, voda i aluminijumski prah se mešaju i pripremljena masa se uliva u kalup.
Posle reakcije osnovnih sirovina sa aluminijumskim prahom, oslobađa se gas vodonik, koji masi omogućuje rast do vrha kalupa, što kasnije YTONG materijalu daje specifičnu poro-ćelijastu strukturu i odlična termoizolaciona svojstva.
Naliveni kalup se prenosi automatskom dizalicom u komoru za zagrevanje gde smesa ostaje oko 2 i po sata na temperaturi od približno 40 °C.
Nakon tog vremena materijal je spreman za sečenje. Posle sečenja, dizalica odnosi “kolač” na transportna kolica koja odlaze u komoru za zagrevanje gde na pogodnoj temperaturi čekaju postupak autoklaviranja.
Autoklaviranje je hidro termalna obrada materijala pod visokim pritiskom i pri visokoj temperaturi.
U slučaju YTONG tehnologije koristi se pritisak od 12 bara i temperatura od oko 190 °C.
Po završetku autoklaviranja, kalupi sa kolačima se izvlače iz autoklave i dizalica ih odvozi na transporter koji ih prenosi do uređaja za razdvajanje.
Klješta za razdvajanje su istovremeno i dizalica, koja prebacuje razdvojene blokove sa položaja razdvajanja na položaj gde se pripremaju palete.
Lančani transporter prevozi palete do automata koji ih prekriva prepoznatljivom žutom ekološkom folijom, koja blokove štiti od spoljnih štetnih uticaja.
Put YTONG blokova kroz proizvodnju završava se na automatu za termofoliranje (termo skupljanje folije). Palete se uz pomoć viljuškara odvoze na skladišta, gde čekaju na sledeći transport do krajnjeg korisnika.

## Svojstva
Danas je robna marka YTONG na mnogim područjima sinonim za porobeton i merilo vrednosti drugim osnovnim građevinskim materijalima. YTONG blokovi omogućavaju odličnu toplotnu izolaciju, izuzetnu otpornost na požar, daju optimalnu zvučnu izolaciju, jednostavno se obrađuju i oblikuju, te YTONG predstavlja pojam inovativnosti i trajnosti u građevinarstvu. 
Celokupan sistem gradnje, u kome se sastavni delovi međusobno nadopunjuju, predstavlja podlogu za efikasna i visoko vredna rešenja u savremenom građevinarstvu.

## YTONG sistem gradnje
Ytong sistem gradnje čine sledeći elementi:
YTONG Termoblok - upotrebljava se prevashodno za gradnju spoljašnjih nosećih zidova, za sve vrste objekata u svim klimatskim zonama i to bez dodatne toplotne izolacije. Koristi se i za gradnju unutrašnjih nosećih zidova.
YTONG Zidni blok – primenjuje se prilikom gradnje unutrašnjih nosećih zidova.
YTONG Zidne ploče – koriste se za gradnju unutrašnjih nenosećih pregradnih zidova.
YTONG Univerzalne ploče - upotrebljavaju se kao obloga za toplotnu i mehaničku zaštitu spoljnih zidova, vertikalne i horizontalne izolacije podruma, za poravnavanje neravnih postojećih zidova, izravnavanje podova i nivelisanje ravnih površina.
YTONG U elementi – koriste se za izradu AB horizontalnih i kosih serklaža, nadvoja, nadvratnika i nadprozornika kao dvostrana ili trostrana oplata.
YTONG L profili – upotrebljavaju se za izradu AB horizontalnih serklaža na završetku međuspratnih konstrukcija i kosih serklaža krovnih konstrukcija bez bočne oplate i postiže se odlična termoizolacija betonskih delova.
YTONG Protivpotresni blok – primenjuje se za izradu AB vertikalnih serklaža na uglovima spoljašnjih nosećih zidova, kao i na spojevima spoljašnjih i unutrašnjih nosećih zidova.
YTONG Bela tavanica i Beli krov su polumontažne lakobetonske konstrukcije. Koriste za izgradnju međuspratnih konstrukcija, ravnih i kosih krovnih ploča, stepeništa, nadstrešnica i mogu se koristiti u industrijskoj gradnji.
YTONG Beli tankoslojni malter za zidanje jedini je tankoslojni malter koji zadovoljava sve zahteve gradnje YTONG blokovima i elementima. 

## Primena
Zbog sigurnog očuvanja prirodne okoline, uštede energije, i mogućnosti potpunog prerada otpada iz proizvodnje, Ytong je postao sinonim za ekološki građevinski materijal. Ytong sistem gradnje može se primenjivati u svim područjima gradnje od jednostavnog i kreativnog uređenja enterijera, do zahtevnih masivnih građevina.